# Gocta-vízesés
A Peruban található, 771 méter magas Gocta-vízesés (spanyolul: Catarata Gocta, helyi nevén La Chorrera) a világ egyik legmagasabb vízesése.
A vízesés Peru északi részén található az Andok hegységben, közigazgatásilag Amazonas megye Bongará tartományának Valera körzetéhez tartozik. Legkönnyebben Cocachimba faluból közelíthető meg, ahonnan belépődíj kifizetése után lehet elindulni: a gyalogút oda-vissza mintegy 5–6 óráig tart, de lóval is lehet menni. Útközben a köderdőkkel övezett völgyben összesen 22 kisebb-nagyobb vízesést lehet látni. A helyszínen kihelyezett tájékoztató tábla szerint a Shique, Zuta és Upa völgyek térségében található vízesés két fő részből áll: a felső 231, az alsó 540 méter magas. Korábban úgy tekintettek rá, hogy ez a Föld harmadik legmagasabb vízesése, ma különböző listák szerint a 15. vagy a 16.
Bár a közelben lakó emberek már régóta ismerték a vízesést, de széles körben sokáig nem volt ismert, térképeken sem szerepelt, mivel a helyiek egy legendától félve titokban tartották a létezését. Eszerint a legenda szerint a vízben egy gyönyörű szőke szirén él, aki egy egész edénnyi aranyat őriz, és megátkoz mindenkit, aki a közelébe merészkedik, ráadásul a szirént egy óriáskígyó is védi. A helyiek a veszélyekre bizonyítékul egy Juan Mendoza nevű ember eltűnését szokták felhozni. A közeli Gocta faluról elnevezett vízesés létezését a nagyvilág tudomására csak a 21. század elején hozta a német Stefan Ziemendorff, aki egy csapat perui kutató vezetőjeként látogatott a területre.

## Képek

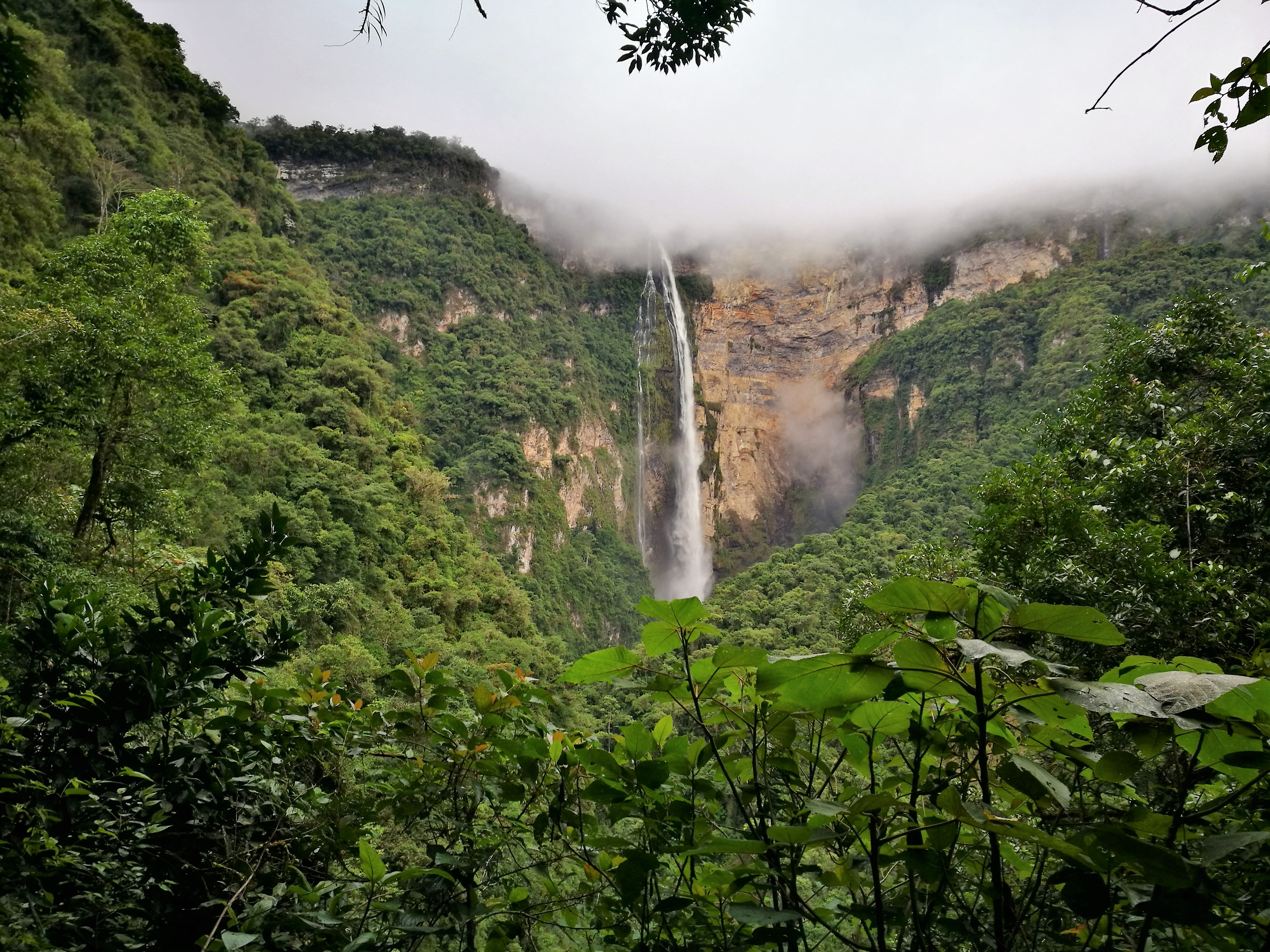
A ködbe vesző vízesés távolról
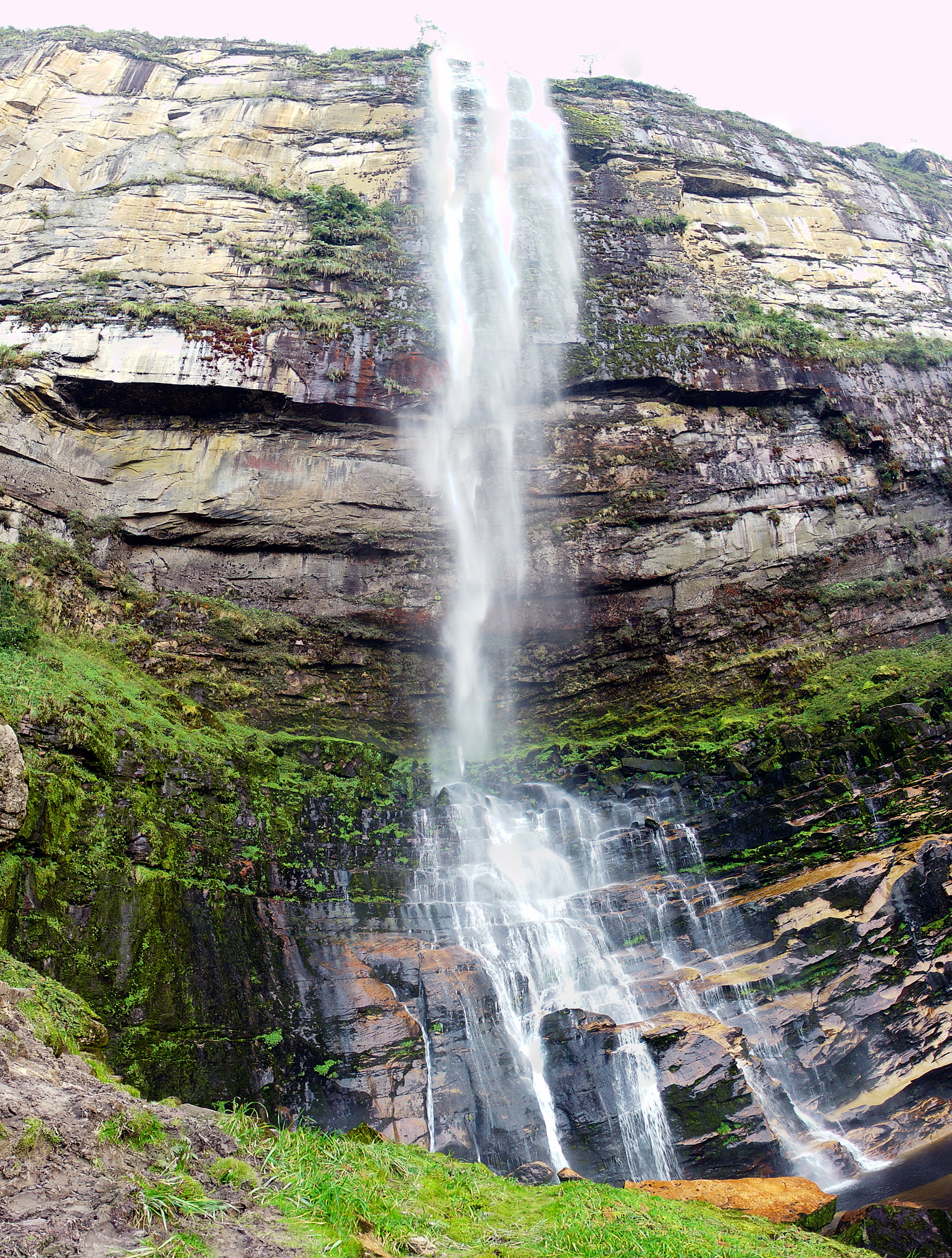
A vízesés felső része közelről
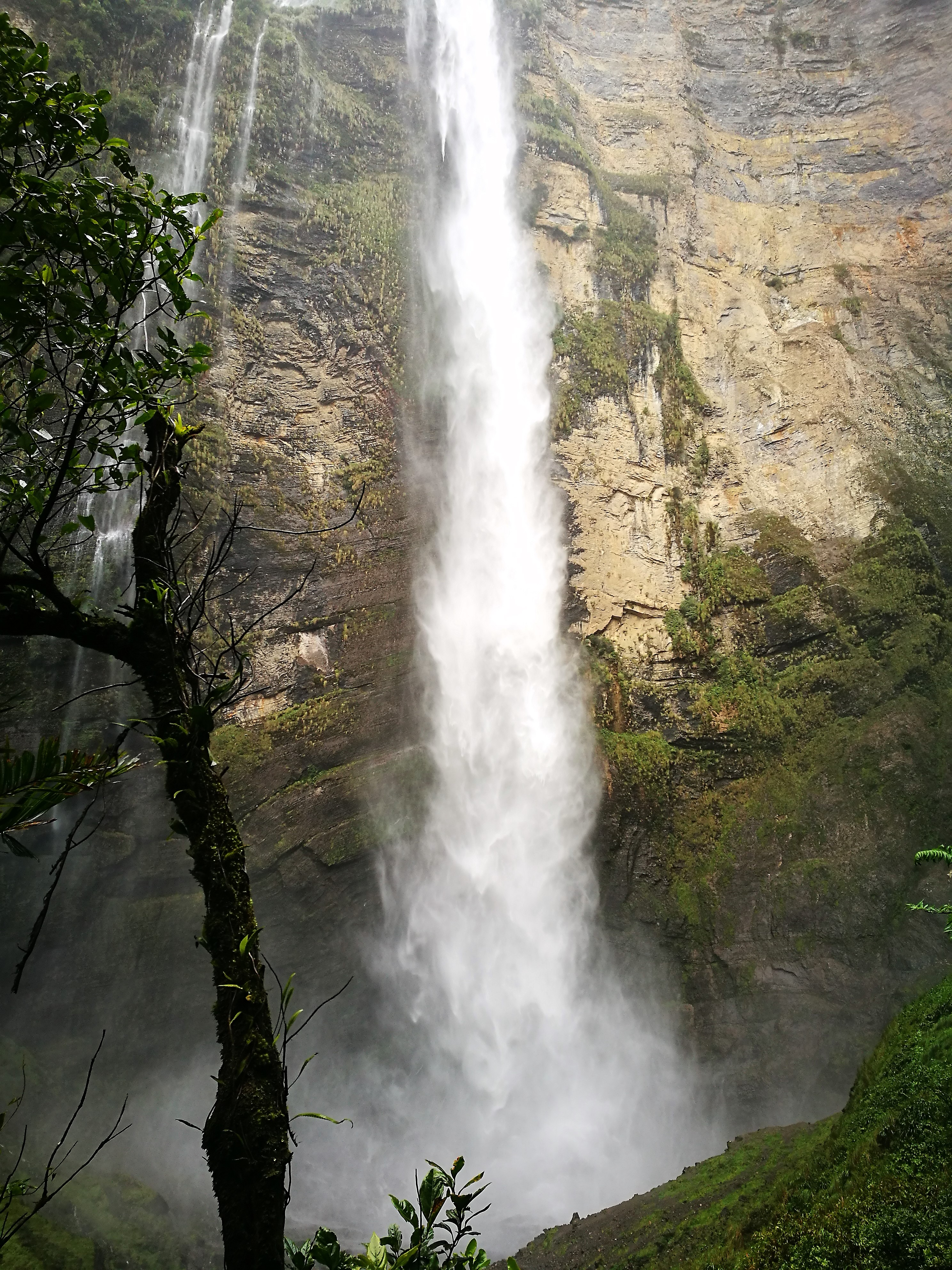
A vízesés alsó része
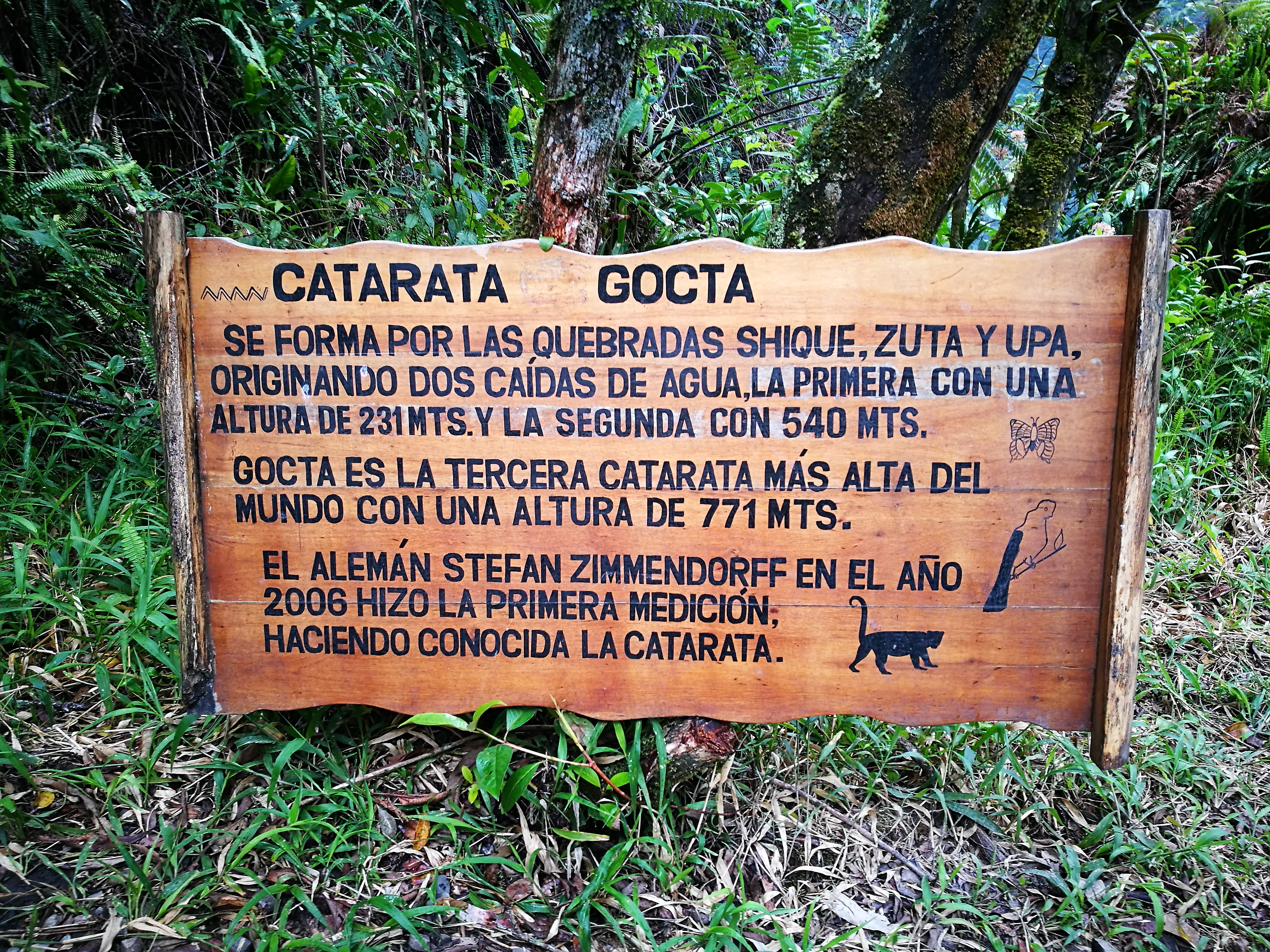
Tájékoztató tábla